# World Flora Online
World Flora Online é um compêndio baseado na Internet das espécies de plantas do mundo .

## Descrição
O World Flora Online (WFO) é uma base de dados de acesso aberto, lançado em outubro de 2012 como um projeto de acompanhamento do The Plant List, com o objetivo de publicar uma flora online de todas as plantas conhecidas até 2020.  É um projeto da Convenção das Nações Unidas sobre Diversidade Biológica, com o objetivo de deter a perda de espécies vegetais em todo o mundo até 2020. Ele é desenvolvido por um grupo colaborativo de instituições em todo o mundo em resposta à Meta 1 atualizada da Estratégia Global para Conservação de Plantas (GSPC) de 2011-2020: produzir "uma flora online de todas as plantas conhecidas".
Uma flora acessível de todas as espécies de plantas conhecidas foi considerada um requisito fundamental para a conservação das plantas. Ele fornece uma linha de base para a realização e monitoramento de outras metas da estratégia. A meta anterior do GSPC foi alcançada em 2010 com The Plant List.  A WFO foi concebida em 2012 por um grupo inicial de quatro instituições; o Missouri Botanical Garden, o New York Botanical Garden, o Royal Botanic Garden Edinburgh e o Royal Botanic Gardens, Kew .  Ao todo, 36 instituições estão envolvidas na produção.